# Vạn Ỷ Văn
Vạn Ỷ Văn (tiếng Trung: 萬綺雯, tiếng Anh: Joey Meng hay Joey Man Yee-Man; sinh ngày 2 tháng 10 năm 1970) là một nữ diễn viên và người mẫu người Hồng Kông. Cô từng được bầu vào top 5 ngôi sao Hồng Kông có thân hình đẹp nhất thiên niên kỷ trong một cuộc bình chọn qua mạng cuối thập niên 90.
Cô chính thức gia nhập giới giải trí với tư cách là diễn viên của Đài truyền hình ATV HongKong vào năm 1988 và quay bộ phim đầu tay là Hey, Big Brother 1989, nhưng đến năm 1991 cô mới được khán giả biết đến nhiều khi đóng bộ phim Nhất Đỏ nhì Đen (chương trình truyền hình) cho đến năm 2004 cô rời Đài ATV HongKong và đến năm 2012 cô đầu quân cho Đài truyền hình TVB. Năm 2016 cô chính thức thông báo giải nghệ.

## Đời sống cá nhân
Cô đã tổ chức một đám cưới vui vẻ với Trần Thập Tam (biên kịch của bộ phim Khử tà diệt ma) vào năm 2000. Trước đó cô đã có một thời gian dài hẹn hò với nam diễn viên Chân Tử Đan (bạn diễn của cô trong bộ phim Tinh Võ Môn 1995), năm 1997 Chân Tử Đan từng quỳ gối trao nhẫn cưới và cầu hôn cô tại một Chương trình truyền hình... Nhưng rồi kết quả không thành. Sau đó cô lấy Chồng năm 2000, còn Chân Tử Đan lấy Vợ năm 2003.

## Phim và Chương trình truyền hình

### Truyền hìnhATV HongKong
| Năm  | Nhan đề phim                                        | Vai diễn                               |
| ---- | --------------------------------------------------- | -------------------------------------- |
| 1989 | Hey, Big Brother 1989                               | Phương Tiểu Ngọc（Hidy）               |
| 1989 | Lim Ching Sin Fung 1989                             |                                        |
| 1990 | The Harvest Moon 1990                               | Diệu Tuệ Chi（Michelle）               |
| 1990 | Happy Together 1990                                 | Lý Vĩnh Lan                            |
| 1991 | Gwo Gaai Si Doi 1991                                |                                        |
| 1991 | The Butcher School Master 1991                      |                                        |
| 1991 | Nhất Đỏ nhì Đen (chương trình truyền hình)          | Trương Gia Tuệ                         |
| 1991 | Steeping Out 1991                                   | Mạc Kỷ Văn                             |
| 1991 | The Cops Affairs 1991                               |                                        |
| 1992 | Nhất Đỏ nhì Đen II (phim truyền hình 1992)          | Trương Gia Tuệ                         |
| 1992 | Casanova in China 1992                              |                                        |
| 1992 | Spirit of the Dragon 1992                           |                                        |
| 1993 | Butcher Schoolmaster II 1993                        |                                        |
| 1993 | Qing Ren Jie 1993                                   |                                        |
| 1993 | Viva de Pilot 1993                                  |                                        |
| 1993 | Nhất Đỏ nhì Đen III (phim truyền hình 1993)         | Quách Tĩnh Dung                        |
| 1993 | Where The Girls Are 1993                            |                                        |
| 1993 | Súng thần (phim truyền hình 1993)                   | Ngạo Minh                              |
| 1993 | Gamblers' Dream 1993                                |                                        |
| 1993 | The Bride with White Hair II 1993                   |                                        |
| 1994 | Lòng chàng sắt đá (phim truyền hình 1994)           | Linda Đường Mẫn Minh (Pipi)            |
| 1995 | Tôi có ước hẹn với mùa xuân (phim truyền hình 1995) | Fung Ping-Lam                          |
| 1995 | Where the Girls Are 1995                            |                                        |
| 1995 | Tinh Võ Môn (chương trình truyền hình 1995)         | Võ Điền Nhu Mỹ                         |
| 1996 | Who is the Killer 1996                              |                                        |
| 1996 | The Little Vagrant Lady 1996                        |                                        |
| 1996 | Dream a Little Dream 1996                           |                                        |
| 1996 | Yat Yan Yau Yat Go Lei Seung 1996                   |                                        |
| 1997 | Năm 97 Rồng đổi màu (chương trình truyền hình)      | Hạ Tuyết Nhi                           |
| 1998 | Thou Shalt Not Cheat 1998                           |                                        |
| 1998 | Khử tà diệt ma                                      | Mã Đan Na / Mã Tiểu Linh               |
| 2000 | Khử tà diệt ma II (phim truyền hình 2000)           | Mã Đan Na / Mã Tiểu Linh / Mã Linh Nhi |
| 2001 | The New Adventures of Chor Lau Heung 2001           |                                        |
| 2002 | Light of Million Hopes 2002                         |                                        |
| 2002 | Project Ji Xiang 2002                               |                                        |
| 2004 | Khử tà diệt ma III (phim truyền hình 2004)          | Mã Tiểu Linh                           |
| 2004 | Cross Border Daddy 2004                             | Trường Bình                            |

### Truyền hìnhTVB
| Năm  | Nhan đề phim                                    | Vai diễn      |
| ---- | ----------------------------------------------- | ------------- |
| 2013 | Hảo tâm tác quái (chương trình truyền hình)     | Tong Sin-Hang |
| 2013 | Chân trời mơ ước (chương trình truyền hình)     | Yik Suet-Fei  |
| 2014 | Đôi đũa mạ vàng (chương trình truyền hình)      | Kei Mo-Suet   |
| 2014 | Bát quái thần thám (chương trình truyền hình)   | Che Gwai-Fei  |
| 2014 | Anh họ, cố lên! (chương trình truyền hình)      |               |
| 2016 | Sự hồi sinh chí mạng (chương trình truyền hình) |               |

### Truyền hìnhĐài Loan
2001:
- Bí Mật Hổ Phách Quan Âm

### Điện ảnh
1991:
- Hong Kong Criminal Archives - Female Butcher 1991
- Beyond's Diary 1991

1993:
- The Bride with White Hair II 1993

1995:
- Hard Touching 1995
- Those Were the Days... 1995

1998:
- Shed No Tears 1998

1999:
- Long tại biên duyên (phim 1999)

2000:
- Black Money 2000
- Dial D for Demons 2000
- Long Way from Home 2000
- A Wicked Ghost II: The Fear 2000
- Return to Dark 2000
- Romancing Bullet 2000
- Sound from the Dark 2000

2001:
- Vampire Controller 2001
- The Story of Freemen 2001

2002:
- The Troublesome Romance 2002

2004:
- Dragon in Fury 2004

2010:
- All About Love 2010

2012:
- Fairy Tale Killer 2012